# Саргаязово
Саргаязово (баш. Һарғаяҙ) — деревня в Нуримановском районе Республики Башкортостан Российской Федерации. Входит в состав Байгильдинского сельсовета. 

## География

### Географическое положение
Расстояние до:
- районного центра (Красная Горка): 38 км,
- центра сельсовета (Байгильдино): 8 км,
- ближайшей ж/д станции (Иглино): 28 км.

## Население
| 2002 | 2009 | 2010 |
| ---- | ---- | ---- |
| 56   | ↗63  | ↘47  |